# Huez
Huez is een gemeente in het Franse departement Isère (regio Auvergne-Rhône-Alpes) in de Oisans. De plaats maakt deel uit van het arrondissement Grenoble. Huez telde op 1 januari 2022 1.264 inwoners. 
De gemeente is zeer bekend vanwege wintersport en wielersport.

## Geografie
De oppervlakte van Huez bedroeg op 1 januari 2022 14,16 vierkante kilometer; de bevolkingsdichtheid was toen 89,3 inwoners per km².

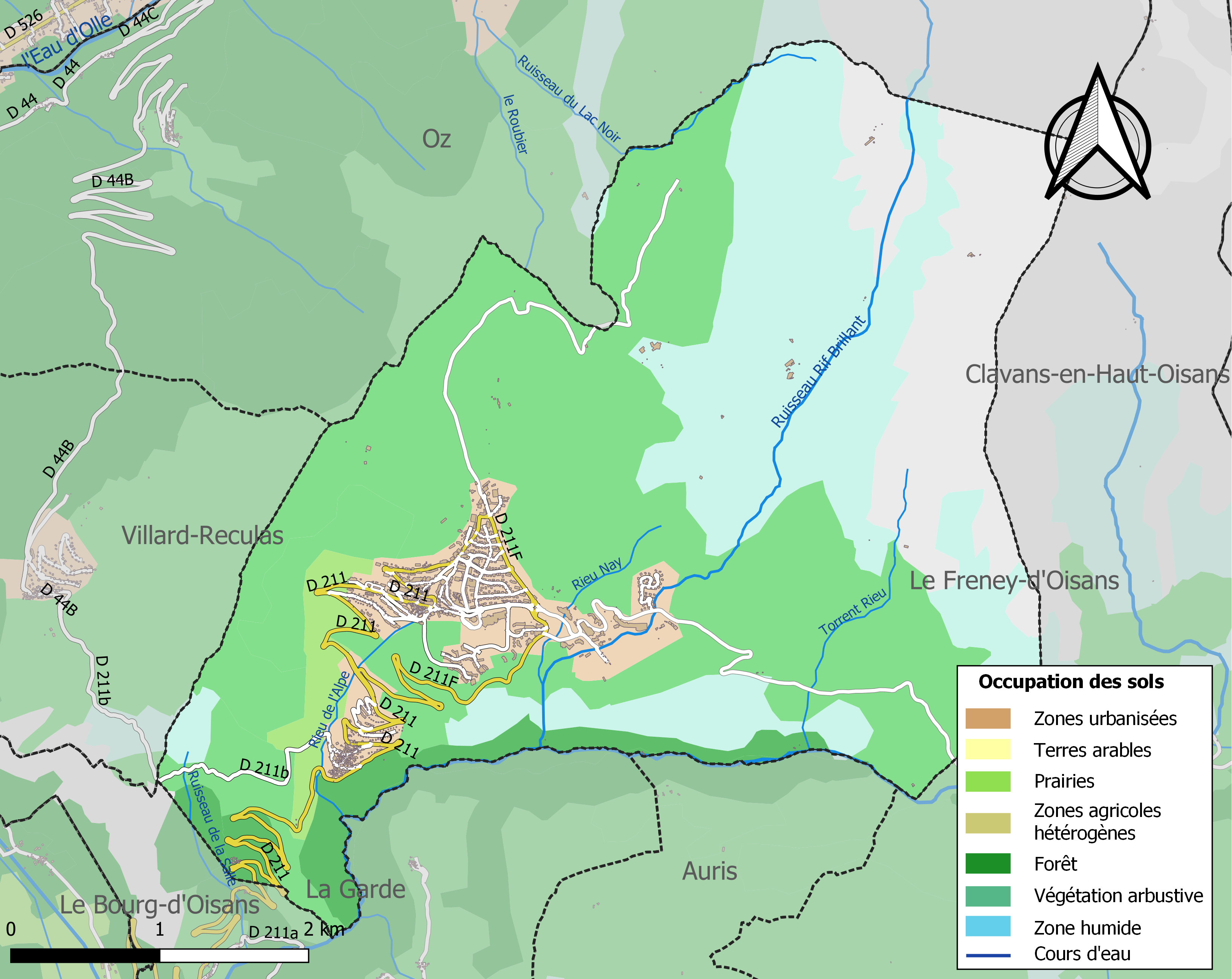
Kaart van de gemeente met de belangrijkste infrastructuur, bodemgebruik en omliggende gemeenten

## Demografie
Onderstaande figuur toont het verloop van het inwonertal (bron: INSEE-tellingen).